# Pacto de São Sebastião
Chama-se Pacto de São Sebastião a uma reunião promovida por Niceto Alcalá-Zamora e Miguel Maura que ocorreu na cidade basca de São Sebastião (Espanha) a 17 de Agosto de 1930. A esta reunião enviaram representantes praticamente todas as correntes republicanas.
Presidida por Fernando Sasiaín (presidente do Circulo Republicano de São Sebastião), a ela assistiram:
- pela Aliança Republicana: Alejandro Lerroux, do Partido Republicano Radical, e Manuel Azaña, de Ação Republicana;
- pelo Partido Radical-Socialista: Marcelino Domingo, Álvaro de Albornoz e Ángel Galarza;
- pela Direita Liberal Republicana: Niceto Alcalá-Zamora e Miguel Maura;
- por Ação Catalana: Manuel Carrasco Formiguera;
- por Ação Republicana de Catalunha: Matías Mallol Bosch;
- por Estat Català: Jaume Aiguader;
- pela Federação Republicana Galega: Santiago Casares Quiroga;
- a título particular: Indalecio Prieto, Felipe Sánchez Román, Fernando dos Ríos e Eduardo Ortega y Gasset, irmão do filósofo.
- Gregorio Marañón não pôde assistir, mas enviou uma carta de adesão.

Nesta reunião foi constituído um comitê revolucionário, presidido por Alcalá-Zamora (que chegaria a ser o governo provisório da Segunda República Espanhola) visando acabar com a Monarquia na Espanha.
Este comitê estava em contato permanente com um grupo de militares com o que estudou um "pronunciamento militar" para trazer a república, que finalmente ficou previsto para  15 de Dezembro de 1930. Contudo, o capitão Fermín Galán Rodríguez adiantou-se a 12 de Dezembro, o que provocou o insucesso do pronunciamento e o fuzilamento de Galán e do também capitão Ángel García Hernández, feitos que se conhecem como Sublevação de Jaca.